# R. R. R. Smith
Roland Ralph Redfern Smith, bekannt nur als R. R. R. Smith, Rufname Bert Smith, (* 30. Januar 1954 in Edinburgh) ist ein britischer Klassischer Archäologe.

## Leben
R. R. R. Smith studierte an der Universität Oxford. 1983 bis 1985 war er Harkness Fellow an der Princeton University. Von 1986 bis 1995 lehrte er Klassische Archäologie am Institute of Fine Arts der New York University und leitet seit 1991 deren Ausgrabung in Aphrodisias. 1995 wechselte er nach Oxford, wo er seither als Professor für Klassische Archäologie (Lincoln Professor of Classical Archaeology and Art) lehrt. Daneben leitet er dort die Cast Gallery des Ashmolean Museum.
2010 wurde er Mitglied der British Academy.

## Veröffentlichungen (Auswahl)
- Hellenistic Royal Portraits. Clarendon Press, Oxford 1988.
- Hellenistic Sculpture. Thames & Hudson, London 1991.
- The Monument of C. Julius Zoilos (= Aphrodisias I). Philipp von Zabern, Mainz 1994.
- mit Fotos von Ahmet Ertuğ: Sculptured for Eternity. Greek, Roman, and Byzantine Art in the Istanbul Archaeological Museum. Istanbul 2002.
- Roman Portrait Statuary from Aphrodisias (= Aphrodisias II). Philipp von Zabern, Mainz 2006.
- mit Fotos von Ahmet Ertuğ: Aphrodisias. City and Sculpture in Roman Asia. Istanbul 2009.
- mit Rune Frederiksen: The Cast Gallery of the Ashmolean Museum. Catalogue of plaster casts of Greek and Roman sculpture. Oxford 2011.
- mit Fotos von Ahmet Ertuğ: The Gods of Nemrud. The Royal Sanctuary of Antiochos I and the Kingdom of Commagene. Istanbul 2012.
- The marble reliefs from the Julio-Claudian Sebasteion (= Aphrodisias VI). Philipp von Zabern, Darmstadt 2013.
- mit Fotos von Ahmet Ertuğ: Ancient Theaters of Anatolia. Istanbul 2014.
- mit Bryan Ward-Perkins (Hrsg.): The Last Statues of Antiquity. Oxford 2016.
- Antinous. Boy made god. Ashmolean Museum, University of Oxford, Oxford 2018, ISBN 978-1-910807-27-9.